# Archilestes guayaraca
Archilestes guayaraca là loài chuồn chuồn trong họ Lestidae. Loài này được De Marmels mô tả khoa học đầu tiên năm 1982.